# Der Schuh des Manitu
Der Schuh des Manitu è un film tedesco del 2001 diretto da Michael Herbig.